# 1072

## Събития
- Нормани завладяват Корлеоне
- Въстание с център Скопие- сръбският княз Константин Бодин е провъзгласен за български цар под името Петър.
- Въстание на Георги Войтех

## Починали
- Георги Войтех – български болярин, организатор и предводител на едно от големите български въстания срещу византийската власт (1072);
- 22 или23 февруари – Петър Дамиани, италиански теолог
- 16 декември – Алп Арслан, селджукски султан.